# Scientific Linux
Scientific Linux (SL) ist eine Linux-Distribution, die auf der Distribution Red Hat Enterprise Linux (RHEL) des Unternehmens Red Hat basiert und zu dieser binärkompatibel ist. Die Distribution wurde bis zur Version 7 hauptsächlich von Entwicklern am Fermilab, am CERN, an der ETH Zürich und am DESY weiterentwickelt.

## Hintergrund
Die kommerzielle Linux-Distribution RHEL kann nur im Zusammenhang mit Supportverträgen erworben werden. Die Firma Red Hat stellt aber alle Quellpakete von RHEL im Netz bereit, um die Anforderungen unterschiedlicher Lizenzen von – in RHEL enthaltener – freier Software zu erfüllen, und ermöglicht es so, auf dieser Basis eine zu RHEL binärkompatible Linux-Distribution zu entwickeln. Durch die Binärkompatibilität ermöglicht Scientific Linux, Computer mit einer RHEL-kompatiblen Linux-Distribution zu nutzen, ohne einen Supportvertrag mit Red Hat abschließen zu müssen. Neben finanziellen Ersparnissen ergibt sich auch der Vorteil, dass alle Software, die für RHEL angeboten wird, direkt und ohne Einschränkungen unter Scientific Linux genutzt werden kann.

## Ziel von Scientific Linux
Scientific Linux entstand im Umfeld verschiedener Forschungslabore und Universitäten und wurde geschaffen, um verschiedene Ansprüche dieser Institutionen zu erfüllen:
- Nicht jedes Institut und Labor muss eine eigene Distribution erstellen – das Bündeln der Anstrengungen vermeidet mehrfache Arbeit.
- Durch eine gemeinsame Distribution steht allen Forschern eine gemeinsame Installationsbasis für verschiedene Experimente zur Verfügung.
- Durch die Kompatibilität zu RHEL wird gewährleistet, dass auch Enterprise-Linux-Software, die häufig nur für RHEL zur Verfügung steht, problemlos auf Scientific Linux läuft.
- Die einfache Anpassbarkeit der Distribution ermöglicht es, dass Institutionen oder Labore eine optisch angepasste Variante der Distribution veröffentlichen können, ohne die anderen Ziele einzuschränken.
- Scientific Linux wird um in der Wissenschaft häufig notwendige oder praktische Software erweitert, um den Software-Ansprüchen der wissenschaftlichen Einrichtungen zu genügen.

### Enterprise-Betriebssystem
Scientific Linux ist binärkompatibel zu RHEL und ist daher ebenfalls ein Enterprise-Betriebssystem, also ein Betriebssystem, das auf die Bedürfnisse großer Unternehmen und staatlicher Organisationen ausgerichtet ist. Als Enterprise-Betriebssystem ist es deshalb auf Stabilität und lange Wartungszyklen ausgelegt. Man kann Scientific Linux über zehn Jahre nutzen, ohne Pakete bzw. Softwareversionen migrieren zu müssen, weshalb es für den kommerziellen Einsatz geeignet ist. Für RHEL bieten große Softwarehäuser wie Oracle oder SAP Zertifikate an, die garantieren, dass deren Software auf RHEL problemlos funktioniert, was analog für große Serverhersteller gilt. Enterprise-Betriebssysteme findet man daher meist auf Workstations und Servern, wo ein extrem stabiler Betrieb verlangt wird (z. B. Wissenschaft, Forschung, Börse, Militär oder Raumfahrt). Im Gegensatz zu RHEL gibt es für Scientific Linux von den meisten Software- und Hardware-Herstellern weder Zertifikate noch Support. Aufgrund der Binärkompatibilität zu RHEL kann es aber oft von den Voraussetzungen, die für RHEL geschaffen werden, direkt profitieren.

## Geschichte von Scientific Linux
Scientific Linux entstand im Umfeld verschiedener Universitäten und Forschungsinstitute wie CERN und Fermilab. Es baute am Anfang auf der Linux-Distribution „Fermi Linux LTS 3.0.1“ (Codename „Feynman“) auf, die um einige Programme und Updates erweitert worden war. Danach entschied man sich aber, die Quellen von RHEL zu nutzen, um binärkompatibel zu dieser Linux-Distribution zu werden, da für RHEL die meiste Enterprise-Linux-Software angeboten wird.

### Ende der Entwicklung
Im April 2019 wurde bekannt gegeben, dass keine weiteren Versionen von Scientific Linux entwickelt werden, sondern zukünftig auf CentOS gesetzt werde; die dadurch frei werdenden Ressourcen kommen diesem Projekt zugute. Der Support für Scientific Linux 6 und 7 soll aber bis an das vorgesehene Ende fortgesetzt werden.

## Einsatzgebiete
Scientific Linux wird neben RHEL und Debian auf der Internationalen Raumstation (ISS) eingesetzt, wie die NASA bekannt gab.

## Versionen
| Version | Codename  | RHEL-Version | Linux-Kernel Version | Veröffentlichung   | Unterstützung bis (Voller Support) | Unterstützung bis (Erweiterter Support)      |
| ------- | --------- | ------------ | -------------------- | ------------------ | ---------------------------------- | -------------------------------------------- |
| 3.0.1   | Lithium   | 3.1          | 2.4.9                | 10. Mai 2004       | 20. Juli 2006                      | 31. Oktober 2010                             |
| 3.0.9   | Lithium   | 3.9          | 2.4.9                | 12. Oktober 2007   | 20. Juli 2006                      | 31. Oktober 2010                             |
| 4.0     | Beryllium | 4.0          | 2.6.9                | 1. März 2005       | 31. März 2009                      | 29. Februar 2012                             |
| 4.9     | Beryllium | 4.9          | 2.6.9                | 21. März 2011      | 31. März 2009                      | 29. Februar 2012                             |
| 5.0     | Boron     | 5.0          | 2.6.18               | 14. Mai 2007       | 31. März 2017                      | 30. November 2020                            |
| 5.1     | Boron     | 5.1          | 2.6.18               | 16. Januar 2008    | 31. März 2017                      | 30. November 2020                            |
| 5.2     | Boron     | 5.2          | 2.6.18               | 26. Juni 2008      | 31. März 2017                      | 30. November 2020                            |
| 5.3     | Boron     | 5.3          | 2.6.18               | 19. März 2009      | 31. März 2017                      | 30. November 2020                            |
| 5.4     | Boron     | 5.4          | 2.6.18               | 4. November 2009   | 31. März 2017                      | 30. November 2020                            |
| 5.5     | Boron     | 5.5          | 2.6.18               | 19. Mai 2010       | 31. März 2017                      | 30. November 2020                            |
| 5.6     | Boron     | 5.6          | 2.6.18               | 21. Juni 2011      | 31. März 2017                      | 30. November 2020                            |
| 5.7     | Boron     | 5.7          | 2.6.18               | 14. September 2011 | 31. März 2017                      | 30. November 2020                            |
| 5.8     | Boron     | 5.8          | 2.6.18               | 24. April 2012     | 31. März 2017                      | 30. November 2020                            |
| 5.9     | Boron     | 5.9          | 2.6.18               | 5. Februar 2013    | 31. März 2017                      | 30. November 2020                            |
| 5.10    | Boron     | 5.10         | 2.6.18               | 11. November 2013  | 31. März 2017                      | 30. November 2020                            |
| 5.11    | Boron     | 5.11         | 2.6.18               | 4. November 2014   | 31. März 2017                      | 30. November 2020                            |
| 6.0     | Carbon    | 6.0          | 2.6.32               | 3. März 2011       | 30. November 2020                  | Termin ausstehend voraussichtlich Ende 2023  |
| 6.1     | Carbon    | 6.1          | 2.6.32               | 28. Juli 2011      | 30. November 2020                  | Termin ausstehend voraussichtlich Ende 2023  |
| 6.2     | Carbon    | 6.2          | 2.6.32               | 16. Februar 2012   | 30. November 2020                  | Termin ausstehend voraussichtlich Ende 2023  |
| 6.3     | Carbon    | 6.3          | 2.6.32               | 8. August 2012     | 30. November 2020                  | Termin ausstehend voraussichtlich Ende 2023  |
| 6.4     | Carbon    | 6.4          | 2.6.32               | 28. März 2013      | 30. November 2020                  | Termin ausstehend voraussichtlich Ende 2023  |
| 6.5     | Carbon    | 6.5          | 2.6.32               | 12. Dezember 2013  | 30. November 2020                  | Termin ausstehend voraussichtlich Ende 2023  |
| 6.6     | Carbon    | 6.6          | 2.6.32               | 12. November 2014  | 30. November 2020                  | Termin ausstehend voraussichtlich Ende 2023  |
| 6.7     | Carbon    | 6.7          | 2.6.32               | 11. August 2015    | 30. November 2020                  | Termin ausstehend voraussichtlich Ende 2023  |
| 6.8     | Carbon    | 6.8          | 2.6.32               | 7. Juli 2016       | 30. November 2020                  | Termin ausstehend voraussichtlich Ende 2023  |
| 6.9     | Carbon    | 6.9          | 2.6.32               | 17. April 2017     | 30. November 2020                  | Termin ausstehend voraussichtlich Ende 2023  |
| 6.10    | Carbon    | 6.10         | 2.6.32               | 10. Juli 2018      | 30. November 2020                  | Termin ausstehend voraussichtlich Ende 2023  |
| 7.0     | Nitrogen  | 7.0          | 3.10.0               | 13. Oktober 2014   | 30. Juni 2024                      | Termin ausstehend voraussichtlich Mitte 2027 |
| 7.1     | Nitrogen  | 7.1          | 3.10.0               | 13. April 2015     | 30. Juni 2024                      | Termin ausstehend voraussichtlich Mitte 2027 |
| 7.2     | Nitrogen  | 7.2          | 3.10.0               | 5. Februar 2016    | 30. Juni 2024                      | Termin ausstehend voraussichtlich Mitte 2027 |
| 7.3     | Nitrogen  | 7.3          | 3.10.0               | 25. Januar 2017    | 30. Juni 2024                      | Termin ausstehend voraussichtlich Mitte 2027 |
| 7.4     | Nitrogen  | 7.4          | 3.10.0               | 2. Oktober 2017    | 30. Juni 2024                      | Termin ausstehend voraussichtlich Mitte 2027 |
| 7.5     | Nitrogen  | 7.5          | 3.10.0               | 10. Mai 2018       | 30. Juni 2024                      | Termin ausstehend voraussichtlich Mitte 2027 |
| 7.6     | Nitrogen  | 7.6          | 3.10.0               | 3. Dezember 2018   | 30. Juni 2024                      | Termin ausstehend voraussichtlich Mitte 2027 |
| 7.7     | Nitrogen  | 7.7          | 3.10.0               | 26. August 2019    | 30. Juni 2024                      | Termin ausstehend voraussichtlich Mitte 2027 |
| 7.8     | Nitrogen  | 7.8          | 3.10.0               | 20. April 2020     | 30. Juni 2024                      | Termin ausstehend voraussichtlich Mitte 2027 |
| 7.9     | Nitrogen  | 7.9          | 3.10.0               | 20. Oktober 2020   | TBD                                | Termin ausstehend                            |

Der Codename der jeweiligen Versionen von Scientific Linux folgt aus dem wissenschaftlichen Namen des chemischen Elements, dessen Ordnungszahl der Versionsnummer entspricht.